# Santa Caterina Albanese
Santa Caterina Albanese (Picilia in arbëresh) è un comune italiano di 1 063 abitanti della provincia di Cosenza, in Calabria.
Il centro è situato a 472 m s.l.m., sulle pendici nord-orientali della Catena Costiera. La popolazione è di lingua, costumi e tradizioni albanesi (arbëreshë).

## Geografia fisica
Santa Caterina Albanese sorge sul declivio di un colle tra le valli dell'Esaro e del torrente Ricosoli, a 472 m sul livello del mare e a nord-ovest della città di Cosenza. Il comune comprende anche alcuni territori a valle pianeggianti (Contrada Pianette) occupati da un nucleo urbano.

## Storia
Santa Caterina Albanese è una colonia albanese del XV secolo. Esuli dall'Albania, gli esuli albanesi dovettero migrare a causa dell'invasione ottomana nei Balcani. I profughi albanesi si fermarono nella contrada Prato (Piezileum), vicino alla ex badia cistercense di Santa Maria della Matina. Anticamente, sul sito dell'attuale paese sorgeva il casale disabitato probabilmente detto Piesileum, ossia albanesizzato dai suoi abitanti in Picilia.
Ai fondatori si aggiunsero successivamente un gran numero di arvaniti, ovvero albanesi provenienti dalla Morea, quando anche questa cadde in mano turca. Nel 1578 l'intero territorio fu consegnato alla famiglia Bruno, passando successivamente agli Hortado, e infine passò ai Sanseverino di Saponara che lo mantennero fino alla eversione della feudalità (1806).
Il paese, dopo varie vicissitudini e battaglie sociopolitiche e culturali, è ridivenuto comune autonomo nel 1934, dopo essere stato aggregato a Fagnano Castello dal 1928.
Tra i suoi più illustri figli si menziona Papàs Francesco Antonio Santori (1819 – 1894), sacerdote, poeta e scrittore, che scrisse il primo dramma della letteratura albanese moderna.

## Monumenti e luoghi d'interesse

### Strade ed edifici religiosi
I vicoli sono segnati dagli acciottolati e da archi che rievocano i tempi più remoti. Nella parte settentrionale del paese sorge la chiesa madre dedicata a san Nicola Magno in stile barocco. Dal piccolo centro abitato parte la via San Pantaleone dalla quale si raggiunge la cappella del Martire di Nicomedia, sorta intorno al 1600.

## Società

### Evoluzione demografica
Abitanti censiti

### Etnie e minoranze straniere
Secondo i dati ISTAT al 31 dicembre 2009 la popolazione straniera residente era di 56 persone. Le nazionalità maggiormente rappresentate in base alla loro percentuale sul totale della popolazione residente erano:
- Marocco 44 3,32%

### Tradizioni e folclore
Il 27 luglio si festeggia San Pantaleone, patrono del paese. Il 15 agosto si festeggia l'Assunzione di Maria in Contrada Pianette. Il costume tradizionale albanese viene indossato in diverse ricorrenze e manifestazioni.

## Geografia antropica

### Frazioni
Nel territorio di Fagnano Castello sono presenti 2 frazioni: Joggi e le Pianette.

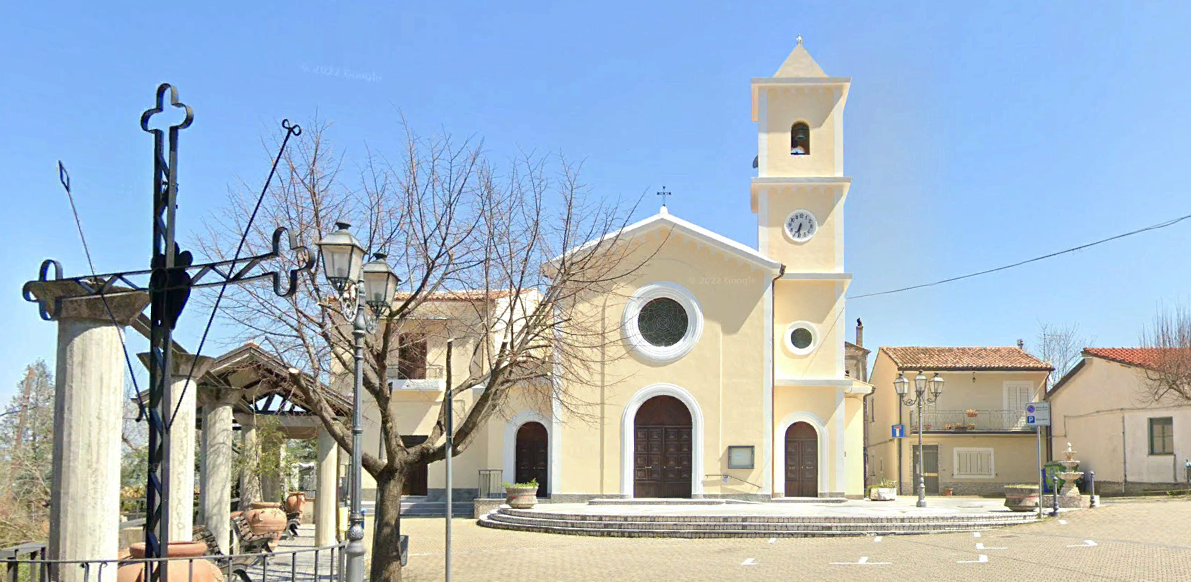
Chiesa "San Marco" nella frazione di Ioggi

JoggiJoggi è un piccolo borgo a 433 metri di quota s.l.m. arroccato sul lato orientale del Monte Pizzo.  Nonostante essa sia incorporata al livello amministrativo con un paese arbëreshë, i suoi abitanti non sono albanesi e parlano un dialetto calabrese simile a quelli dei comuni confinanti. Non si è sicuri sulle origini di Joggi, ma per la maggior parte della sua storia essa ha seguito la storia della vicina Fagnano. Esse facevano parte del baronato di Malvito, entrambe considerate casali (quello che oggi consideriamo una frazione) di essa. Solo nel 1527, Pietrantonio Sanseverino, IV principe di Bisignano, smembrò Fagnano e Joggi da Malvito e li vendette a Nicola Antonio Falangola. Nel 1605 i Falangola acquistarono anche il feudo di Malvito. Nel 1622 Elena Falangola (1590 - 1657), baronessa di Fagnano, Malvito e Santa Caterina, terre ereditate dallo zio Giovanni Battista, vendette il feudo di Fagnano e Malvito per 80.000 ducati a Cesare Firrao, principe di Sant'Agata, mentre Joggi e la vicina San Lauro vennero vendute a Giulio Giglio assieme ai fratelli Angelo, Ottavio e Marcello, per la somma di 19.000 ducati con regio assenso dell'8 giugno 1621. Così per 65 anni vediamo Joggi seguire una strada diversa rispetto a Fagnano. A testimoniare la presenza dei Giglio è il settecentesco Palazzo Giglio presente nel territorio di Joggi. I fratelli Giglio vendettero il casale di Joggi ad Andrea Gonzaga da San Marco, del ramo calabrese dei signori di Novellara, ad una somma di 14.513 ducati il 29 agosto 1628. Suo figlio Geronimo Gonzaga ereditò il casale il 28 marzo 1642 per la morte del padre avvenuta il 30 maggio 1640. Joggi si trova poi in mano a Dianora Morgia, che acquistò il casale per la vendita fattale all'asta nel Sacro Regio Consiglio per la somma di 13.532 ducati il 24 maggio 1653. Il casale venne venduto a Lelio Abenante il 17 giugno 1662, sul quale non risulta presentato il Regio Assenso. Egli morì il 7 settembre 1668, e il suo figlio erede, Cesare Abenante, vendette Joggi il 21 febbraio 1681 ad Angelo Jordanello da Cetraro per la somma di 14.400 ducati. Dopo 2 mesi il casale viene acquistato da Antonio Ametrano, 1º duca di San Donato, il 22 aprile dello stesso anno. Al tempo il borgo contava 120 abitanti. Tommaso Firrao, Principe di Sant'Agata e principe di Luzzi, che già possedeva la terra di Fagnano, acquistò il casale di Joggi con atto del 2 dicembre 1686, ponendo fine a questo periodo di separazione da Fagnano. I Firrao tennero Joggi fino all'eversione della feudalità nel 1806.

## Amministrazione

### Sindaci di Santa Caterina Albanese
| Periodo | Periodo   | Primo cittadino    | Partito                                     | Carica  | Note |
| ------- | --------- | ------------------ | ------------------------------------------- | ------- | --- |
| 1995    | 2001      | Cosimo Grosso      | Lista civica                                | Sindaco | Il 12 dicembre 2000 il sindaco è deceduto.                                                                                |
| 2001    | 2006      | Fernando Papa      | Coalizione di Centrosinistra (Lista civica) | Sindaco | |
| 2006    | 2009      | Giovanni Tarsitano | Lista civica                                | Sindaco | Il suo mandato si è interrotto il 28 giugno 2008 a seguito delle dimissioni rassegnate dalla maggioranza dei consiglieri. |
| 2009    | 2024      | Roberto Lavalle    | Lista civica "Unità Popolare"               | Sindaco | |
| 2024    | in carica | Davide Bufano      | Lista civica "Bene Comune"                  | Sindaco | |